# VBA mùa giải 2018
VBA mùa giải 2018 là mùa giải thứ ba của Giải bóng rổ chuyên nghiệp Việt Nam. Mùa giải bắt đầu vào tháng 6 năm 2018 và kết thúc vào tháng 9 năm 2018.

## Các đội bóng

### Nhà thi đấu và vị trí
| Đội                  | Thành phó             | Nhà thi đấu               | Sức chứa |
| -------------------- | --------------------- | ------------------------- | -------- |
| Cantho Catfish       | Cần Thơ               | Nhà thi đấu quân khu 5    |          |
| Danang Dragons       | Đà Nẵng               | Da Nang Sports Arena      |          |
| Hanoi Buffaloes      | Hà Nội                | Nhà thi đấu Bách Khoa     |          |
| Hochiminh City Wings | Thành phố Hồ Chí Minh | Nhà thi đấu Hồ Xuân Hương |          |
| Saigon Heat          | Thành phố Hồ Chí Minh | Nhà thi đấu CIS           |          |
| Thanglong Warriors   | Hà Nội                | Nhà thi đấu Sư phạm       |          |

### Nhân sự và tài trợ
| Đội                  | Huấn luyện viên trưởng | Đội trưởng       | Nhà sản xuất áo |
| -------------------- | ---------------------- | ---------------- | --------------- |
| Cantho Catfish       | Kevin Yurkus           | Lê Hiếu Thành    | Thang Be Sport  |
| Danang Dragons       | Donte' Hill            | Horace Nguyen    | Thang Be Sport  |
| Hanoi Buffaloes      | Todd Purves            | Vincent Nguyen   | Alien Sports    |
| Hochiminh City Wings | Hứa Phong Hảo          | Nguyễn Huỳnh Hải | Thang Be Sport  |
| Saigon Heat          | David Singleton        | Triệu Hán Minh   | Hemero          |
| Thanglong Warriors   | Predrag Lukic          | Justin Young     | Thang Be Sport  |

| Đội                  | Huấn luyện viên 2017 | Lý do                      | Ngày rời đi              | Vị trí trên bảng xếp hạng | Huấn luyện viên 2018 | Ngày công bố             |
| -------------------- | -------------------- | -------------------------- | ------------------------ | ------------------------- | -------------------- | ------------------------ |
| Hochiminh City Wings | Ricky Magallanes     | Kết thúc hợp đồng          | ngày 4 tháng 12 năm 2017 | Trước mùa giải            | Brian Rowsom         | ngày 27 tháng 3 năm 2018 |
| Thanglong Warriors   | Lee Tao Dana         | Từ chức                    | ngày 2 tháng 2 năm 2018  | Trước mùa giải            | Matt Skillman        | ngày 27 tháng 3 năm 2018 |
| Thanglong Warriors   | Matt Skillman        | Sa thải                    | ngày 17 tháng 6 năm 2018 | 5th                       | Predrag Lukic        | ngày 18 tháng 6 năm 2018 |
| Hochiminh City Wings | Brian Rowsom         | Thay đổi thành viên cố vấn | ngày 20 tháng 7 năm 2018 | 6th                       | Hứa Phong Hảo        | ngày 20 tháng 7 năm 2018 |

## Draft
| Vòng | Chọn | Tuyển thủ            | Quốc gia  | Đội                  | Trường / Câu lạc bộ  |
| ---- | ---- | -------------------- | --------- | -------------------- | -------------------- |
| 1    | 1    | Chris Dierker        | Hoa Kỳ    | Danang Dragons       | Đại học Madonna      |
| 1    | 2    | Corey Cillia         | Hoa Kỳ    | Hochiminh City Wings | UC Santa Cruz        |
| 1    | 3    | Nguyễn Tuấn Tú       | Thụy Điển | Hanoi Buffaloes      |                      |
| 1    | 4    | Nguyễn Tiến Dương    | Việt Nam  | Hanoi Buffaloes      | Hanoi Buffaloes      |
| 1    | 5    | Khoa Nguyen          | Hoa Kỳ    | Saigon Heat          | Danang Dragons       |
| 1    | 6    | Nguyễn Văn Hùng      | Việt Nam  | Thanglong Warriors   | Thanglong Warriors   |
| 2    | 1    | Lê Văn Đầy           | Việt Nam  | Danang Dragons       | Cantho Catfish       |
| 2    | 2    | Dư Minh An           | Việt Nam  | Hochiminh City Wings | Cantho Catfish       |
| 2    | 3    | Huỳnh Khang          | Việt Nam  | Hanoi Buffaloes      | Saigon Heat          |
| 2    | 4    | Nguyễn Lê Quốc Cường | Việt Nam  | Cantho Catfish       | Cantho Catfish       |
| 2    | 5    | Lê Ngọc Tú           | Việt Nam  | Hanoi Buffaloes      |                      |
| 2    | 6    | Đặng Thái Hưng       | Việt Nam  | Thanglong Warriors   | Hanoi Buffaloes      |
| 3    | 1    | Đàm Huy Đại          | Việt Nam  | Danang Dragons       | Danang Dragons       |
| 3    | 2    | Phạm Thanh Tùng      | Việt Nam  | Hochiminh City Wings | Hanoi Buffaloes      |
| 3    | 3    | Huỳnh Thanh Tâm      | Việt Nam  | Hanoi Buffaloes      | Cantho Catfish       |
| 3    | 4    | Tăng Minh Trí        | Việt Nam  | Cantho Catfish       |                      |
| 3    | 5    | Nguyễn Huỳnh Hải     | Việt Nam  | Saigon Heat          | Saigon Heat          |
| 3    | 6    | Ngô Tuấn Trung       | Việt Nam  | Thanglong Warriors   | Hochiminh City Wings |

## Các trận đấu trước mùa giải
Đây là các trận đấu chuẩn bị cho mùa giải VBA 2018.

### Tuần 1
Nguồn: Lưu trữ ngày 30 tháng 5 năm 2018 tại Wayback Machine
| 31 tháng 5 19:00 UTC+7 | Youtube Chi tiết Trận: 1 | Cantho Catfish                                                                                   | 108–75 | Saigon Heat                                                              |  | Nhà thi đấu Đa Năng Cần Thơ, Cần Thơ |
| 31 tháng 5 19:00 UTC+7 | Youtube Chi tiết Trận: 1 | 'Điểm mỗi set: 26–27, 23–4, 42–23, 17–21                                                         |        |                                                                          |  | Nhà thi đấu Đa Năng Cần Thơ, Cần Thơ |
| 31 tháng 5 19:00 UTC+7 | Youtube Chi tiết Trận: 1 | Điểm: Nguyễn Phú Hoàng 29 Chụp bóng bật bảng: De Angelo Hamilton 10 Hỗ trợ: De Angelo Hamilton 6 |        | Điểm: Trần Đăng Khoa 26 Chụp bóng bật bảng: Tim Waale Hỗ trợ: Dư Minh An |  | Nhà thi đấu Đa Năng Cần Thơ, Cần Thơ |

| 02 tháng 6 17:00 UTC+7 | Youtube - phần 1 Youtube - phần 2 Chi tiết Trận: 2 | Thang Long Warriors                                                              | 61–64 | Hanoi Buffaloes                                                                                       |  | Nhà thi đấu đại học Sư Phạm, Hà Nội |
| 02 tháng 6 17:00 UTC+7 | Youtube - phần 1 Youtube - phần 2 Chi tiết Trận: 2 | Điểm mỗi set: 21–15, 9–17, 18–21, 13–11                                          |       | |  | Nhà thi đấu đại học Sư Phạm, Hà Nội |
| 02 tháng 6 17:00 UTC+7 | Youtube - phần 1 Youtube - phần 2 Chi tiết Trận: 2 | Điểm: Jaywuan Hill 27 Chụp bóng bật bảng: Jaywuan Hill 12 Hỗ trợ: Justin Young 4 |       | Điểm: Mike Dovenne Bell Jr 16 Chụp bóng bật bảng: Mike Dovenne Bell Jr 16 Hỗ trợ: Nguyễn Quang Vinh 6 |  | Nhà thi đấu đại học Sư Phạm, Hà Nội |

| 03 tháng 6 17:00 UTC+7 | Chi tiết Youtube Trận: 3 | Hochiminh City Wings        | 74–100 | Cantho Catfish |  | Nhà thi đấu Hồ Xuân Hương, Thành phố Hồ Chí Minh |
| 03 tháng 6 17:00 UTC+7 | Chi tiết Youtube Trận: 3 | Điểm mỗi set: –, –, –, –    |        |                |  | Nhà thi đấu Hồ Xuân Hương, Thành phố Hồ Chí Minh |
| 03 tháng 6 17:00 UTC+7 | Chi tiết Youtube Trận: 3 | Điểm: De Angelo Hamilton 24 |        |                |  | Nhà thi đấu Hồ Xuân Hương, Thành phố Hồ Chí Minh |

### Tuần 2
| 7 tháng 6 19:00 UTC+7 | Youtube Chi tiết Trận: 4 | Danang Dragons                                                                                    | 82–84 | Thang Long Warriors                                                                    |  | Nhà thi đấu Quân khu 5, Đà Nẵng |
| 7 tháng 6 19:00 UTC+7 | Youtube Chi tiết Trận: 4 | Điểm mỗi set: 28–17, 18–20, 21–32, 15–15                                                          |       |                                                                                        |  | Nhà thi đấu Quân khu 5, Đà Nẵng |
| 7 tháng 6 19:00 UTC+7 | Youtube Chi tiết Trận: 4 | Điểm: David Allmon Zachary 38 Chụp bóng bật bảng: David Allmon Zachary 21 Hỗ trợ: Chris Dierker 6 |       | Điểm: Jaywuan Hill 31 Chụp bóng bật bảng: Jaywuan Hill 12 Hỗ trợ: Trương Hoàng Trung 7 |  | Nhà thi đấu Quân khu 5, Đà Nẵng |

| 9 tháng 6 17:00 UTC+7 | Youtube Chi tiết Trận: 5 | Saigon Heat                                                                     | 94–70 | Hochiminh City Wings                                                                                   |  | Nhà thi đấu Quốc tế CIS, Thành phố Hồ Chí Minh |
| 9 tháng 6 17:00 UTC+7 | Youtube Chi tiết Trận: 5 | Điểm mỗi set: 29–10, 15–24, 28–18, 22–18                                        |       | |  | Nhà thi đấu Quốc tế CIS, Thành phố Hồ Chí Minh |
| 9 tháng 6 17:00 UTC+7 | Youtube Chi tiết Trận: 5 | Điểm: Nix Tavarion 32 Chụp bóng bật bảng: Tim Waale 14 Hỗ trợ: Trần Đăng Khoa 6 |       | Điểm: Doggett Quinton Meddrick 30 Chụp bóng bật bảng: Doggett Quinton Meddrick 16 Hỗ trợ: Henry Nguyễn |  | Nhà thi đấu Quốc tế CIS, Thành phố Hồ Chí Minh |

| 10 tháng 6 17:00 UTC+7 | Youtube Chi tiết Trận: 6 | Hanoi Buffaloes                                                                                   | 69–62 | Danang Dragons                                                                                           |  | Nhà thi đấu Bách Khoa, Hà Nội |
| 10 tháng 6 17:00 UTC+7 | Youtube Chi tiết Trận: 6 | Điểm mỗi set: 23–20, 9–16, 17–9, 20–17                                                            |       | |  | Nhà thi đấu Bách Khoa, Hà Nội |
| 10 tháng 6 17:00 UTC+7 | Youtube Chi tiết Trận: 6 | Điểm: Stefan Nguyen Tuan Tu 20 Chụp bóng bật bảng: Mike Dovenne Bell Jr 22 Hỗ trợ: Đinh Công Tiến |       | Điểm: Zachary David Allmon 28 Chụp bóng bật bảng: Zachary David Allmon 16 Hỗ trợ: Horace Phuc Tam Nguyen |  | Nhà thi đấu Bách Khoa, Hà Nội |

## Mùa giải chính

### Xếp hạng
| VT | Đội                  | ST | T  | B  | ĐT   | ĐB   | HS   | %    | GB | Giành quyền tham dự   |
| -- | -------------------- | -- | -- | -- | ---- | ---- | ---- | ---- | -- | --------------------- |
| 1  | Cantho Catfish       | 15 | 13 | 2  | 1286 | 1155 | +131 | ,867 | —  | Lọt vào vòng Playoffs |
| 2  | Thang Long Warriors  | 15 | 10 | 5  | 1154 | 1058 | +96  | ,667 | 3  | Lọt vào vòng Playoffs |
| 3  | Hanoi Buffaloes      | 15 | 9  | 6  | 1172 | 1126 | +46  | ,600 | 4  | Lọt vào vòng Playoffs |
| 4  | Saigon Heat          | 15 | 9  | 6  | 1250 | 1189 | +61  | ,600 | 4  | Lọt vào vòng Playoffs |
| 5  | Danang Dragons       | 15 | 3  | 12 | 1184 | 1319 | −135 | ,200 | 10 |                       |
| 6  | Hochiminh City Wings | 15 | 1  | 14 | 1147 | 1342 | −195 | ,067 | 12 |                       |

## Playoffs
|  | Bán kết               | Bán kết               | Bán kết               | Bán kết               | Bán kết | Bán kết |                  |                  | Chung kết        | Chung kết | Chung kết | Chung kết | Chung kết | Chung kết |
|  |                       |                       |                       |                       |         |         |                  |                  |                  |           |           |           |           |           |
|  |                       |                       |                       |                       |         |         |                  |                  |                  |           |           |           |           |           |
|  |                       |                       |                       |                       |         |         |                  |                  |                  |           |           |           |           |           |
|  | 1 Cantho Catfish      | 1 Cantho Catfish      | 1 Cantho Catfish      | 1 Cantho Catfish      | 90      | 94      |                  |                  |                  |           |           |           |           |           |
|  | 1 Cantho Catfish      | 1 Cantho Catfish      | 1 Cantho Catfish      | 1 Cantho Catfish      | 90      | 94      |                  |                  |                  |           |           |           |           |           |
|  | 4 Saigon Heat         | 4 Saigon Heat         | 4 Saigon Heat         | 4 Saigon Heat         | 70      | 87      |                  |                  |                  |           |           |           |           |           |
|  | 4 Saigon Heat         | 4 Saigon Heat         | 4 Saigon Heat         | 4 Saigon Heat         | 70      | 87      | 1 Cantho Catfish | 1 Cantho Catfish | 1 Cantho Catfish | 80        | 90        | 76        |           |           |
|  |                       |                       |                       |                       |         |         | 1 Cantho Catfish | 1 Cantho Catfish | 1 Cantho Catfish | 80        | 90        | 76        |           |           |
|  |                       | 3 Hanoi Buffaloes     | 3 Hanoi Buffaloes     | 3 Hanoi Buffaloes     | 76      | 68      | 71               |                  |                  |           |           |           |           |           |
|  | 2 Thang Long Warriors | 2 Thang Long Warriors | 2 Thang Long Warriors | 2 Thang Long Warriors | 76      | 68      | 71               | 63               | 74               |           |           |           |           |           |
|  | 2 Thang Long Warriors | 2 Thang Long Warriors | 2 Thang Long Warriors | 2 Thang Long Warriors |         |         |                  |                  |                  |           |           |           |           |           |
|  | 3 Hanoi Buffaloes     | 3 Hanoi Buffaloes     | 3 Hanoi Buffaloes     | 3 Hanoi Buffaloes     | 67      | 75      |                  |                  |                  |           |           |           |           |           |
|  | 3 Hanoi Buffaloes     | 3 Hanoi Buffaloes     | 3 Hanoi Buffaloes     | 3 Hanoi Buffaloes     | 67      | 75      |                  |                  |                  |           |           |           |           |           |

## Thống kê

### Thống kê của đội
- Điểm mỗi trận: Cantho Catfish (85.80)
- Field goal %: Cantho Catfish, Hanoi Buffaloes, Saigon Heat (44%)
- 3-point field goal %: Hochiminh City Wings (35%)
- Rebounds mỗi trận: Thang Long Warriors (40.35)
- Chuyền mội trận: Cantho Catfish (17.65)
- Steals mỗi trận: Thang Long Warriors (12.41)
- Blocks mỗi trận: Cantho Catfish (3.85)
- Turnovers mỗi trận: Hanoi Buffaloes (18.25)

## Giải thưởng

### Giải thưởng của năm
- Fans of the year: Cantho Catfish
- Trọng tài Việt Nam xuất sắc nhất: Triệu Chí Thành
- Cầu thủ trẻ xuất sắc nhất: Võ Kim Bản (Saigon Heat)
- Cầu thủ dự bị xuất sắc nhất: Đặng Thái Hưng (Thang Long Warriors)
- Sportsmanship award: Henry Nguyen (Hochiminh City Wings)
- Cầu thủ phòng ngự xuất sắc nhất: Mike Bell (Hanoi Buffaloes)
- Cầu thủ được yêu thích nhất: Vincent Nguyen (Hanoi Buffaloes)
- Cầu thủ nội binh xuất sắc nhất: Nguyễn Phú Hoàng (Cantho Catfish)
- Cầu thủ Việt kiều xuất sắc nhất: Chris Dierker (Danang Dragons)
- Cầu thủ xuất sắc nhất năm: DeAngelo Hamilton (Cantho Catfish)
- Huấn luyện viên của năm: Kevin Yurkus (Cantho Catfish)

### MVP of the Week
| Ngày kết thúc tuần       | Cầu thủ                 | Đội                 | Nguồn |
| ------------------------ | ----------------------- | ------------------- | ----- |
| ngày 24 tháng 6 năm 2018 | Chris Dierker (1/1)     | Danang Dragons      | 1     |
| ngày 1 tháng 7 năm 2018  | Jaywuan Hill (1/1)      | Thang Long Warriors | 2     |
| ngày 8 tháng 7 năm 2018  | Lê Ngọc Tú (1/1)        | Hanoi Buffaloes     | 3     |
| ngày 15 tháng 7 năm 2018 | DeAngelo Hamilton (1/2) | Cantho Catfish      | 4     |
| ngày 22 tháng 7 năm 2018 | Mike Bell (1/1)         | Hanoi Buffaloes     | 5     |
| ngày 29 tháng 7 năm 2018 | Khoa Tran (1/2)         | Saigon Heat         | 6     |
| ngày 5 tháng 8 năm 2018  | Justin Young (1/1)      | Thang Long Warriors | 7     |
| ngày 12 tháng 8 năm 2018 | DeAngelo Hamilton (2/2) | Cantho Catfish      | 8     |
| ngày 19 tháng 8 năm 2018 | Khoa Tran (2/2)         | Saigon Heat         | 9     |